# Basileuterus tacarcunae
La reinita de Tacarcuna (Basileuterus tacarcunae) es una especie de ave paseriforme de la familia Parulidae, perteneciente al género Basileuterus, anteriormente tratada como una subespecie de la reinita cabecilistada Basileuterus tristriatus. Es nativa del este de Panamá y extremo noroeste de Colombia.

## Distribución y hábitat
Se encuentra únicamente en las tierras altas del oriente de Panamá (Darién) y noroeste de Colombia (extremo norte de Chocó).
Su hábitat son las selvas húmedas montanas bajas en la zona subtropical, también en los bordes del bosque y en crecimientos secundarios bien desarrollados. Su rango altitudinal es poco conocido pero se presume entre 850 y 1200 m. Su estado de conservación todavía no ha sido evaluado, pero debe merecer especial consideración debido a su zona bastante pequeña, a pesar de que ocurre en el Parque nacional Darién.

## Descripción
Mide 13 cm de longitud. De color marrón oliváceo, sin dimorfismo sexual. Su canto es una serie rápida de chirridos.

## Sistemática

### Descripción original
La especie B. tacarcunae fue descrita por primera vez por el ornitólogo estadounidense Frank Michler Chapman en 1924 bajo el mismo nombre científico; su localidad tipo es: «pendiente oriental del Cerro Tacarcuna, 4600 pies (c. 1400 m), debajo de la frontera Colombia-Panamá». El holotipo, un macho adulto recolectado el 1 de abril de 1915, se encuentra depositado en el Museo Americano de Historia Natural de Nueva York, bajo el número AMNH 136203.

### Etimología
El nombre genérico masculino «Basileuterus» proviene del griego «basileuteros» (derivado de «basileus», que significa ‘rey’) aplicado por Aristóteles a un pequeño pájaro generalmente identificado como un Troglodytes, pero que también se conjetura podría ser un Phylloscopus o un Regulus; y el nombre de la especie «tacarcunae», se refiere a la localidad tipo, el cerro Tacarcuna, en Darién, este de Panamá.

### Taxonomía
La presente especie fue tradicionalmente tratada como la subespecie Basileuterus tristriatus tacarcunae dentro del complejo de subespecies de la reinita cabecilistada Basileuterus tristriatus, así como también la reinita costarricense Basileuterus melanotis, pero los estudios genéticos y las diferencias de vocalización comprobaron tratarse de tres especies diferentes, separación que fue seguida por las principales clasificaciones. Es monotípica.